# نگرشتی-اوآش
شهر نگرشتی-اوآش (به رومانیایی: Negreşti-Oaş) در شهرستان ستو مره در کشور رومانی واقع شده‌است. جمعیت این شهر ۱۶٬۳۵۶ نفر  است.

## نگارخانه

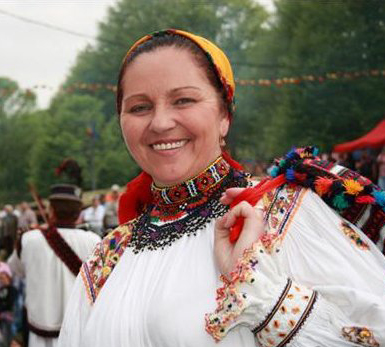
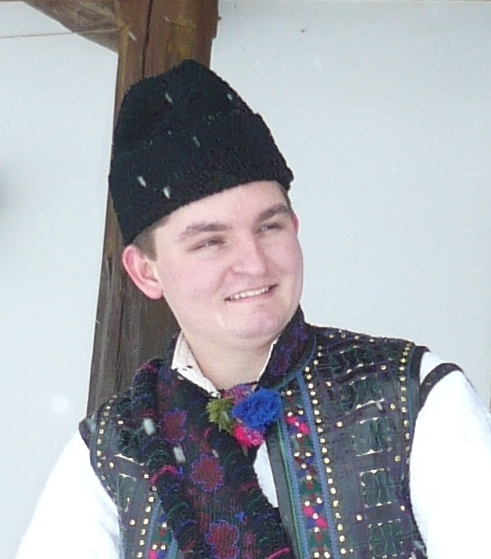
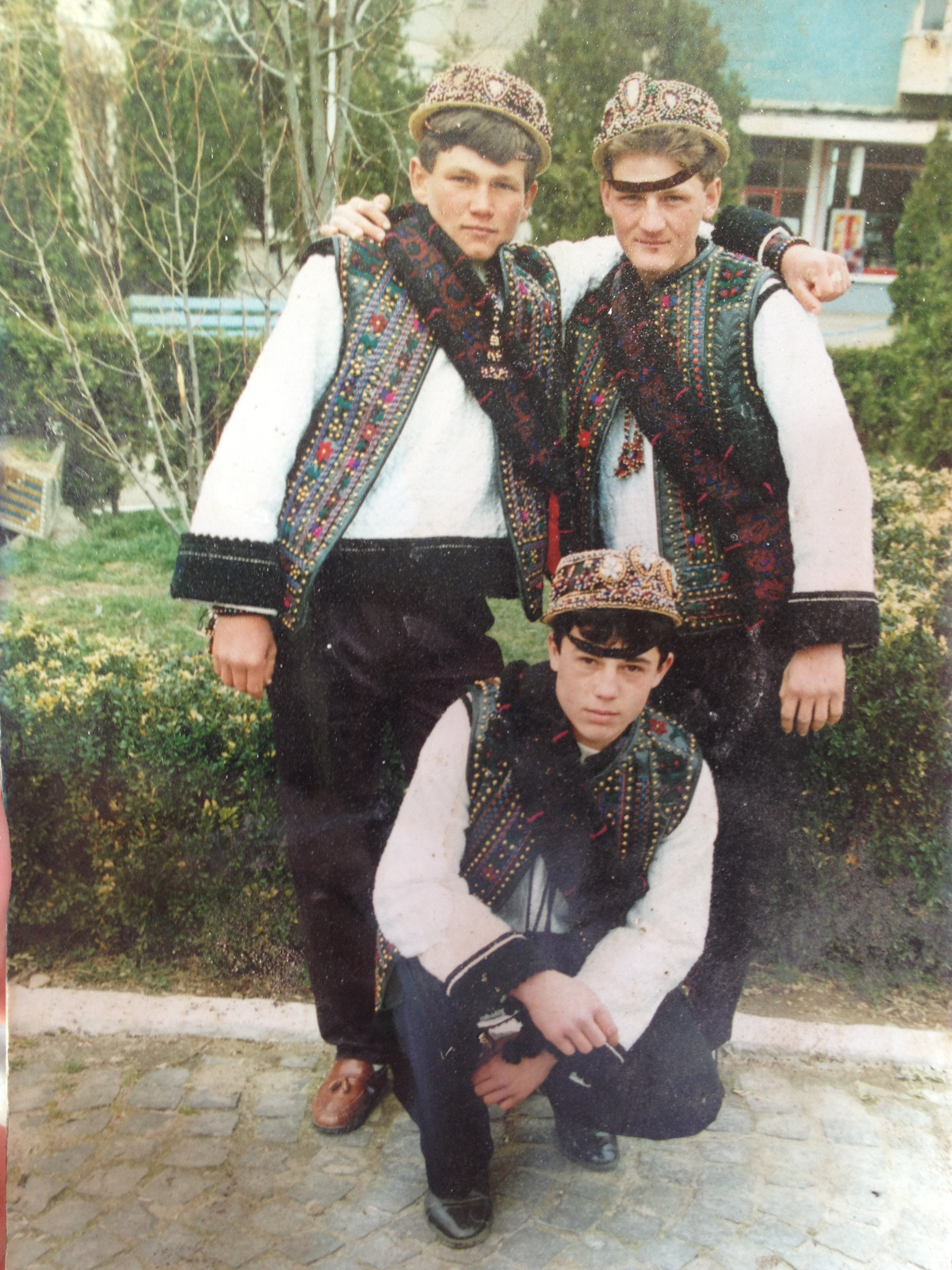
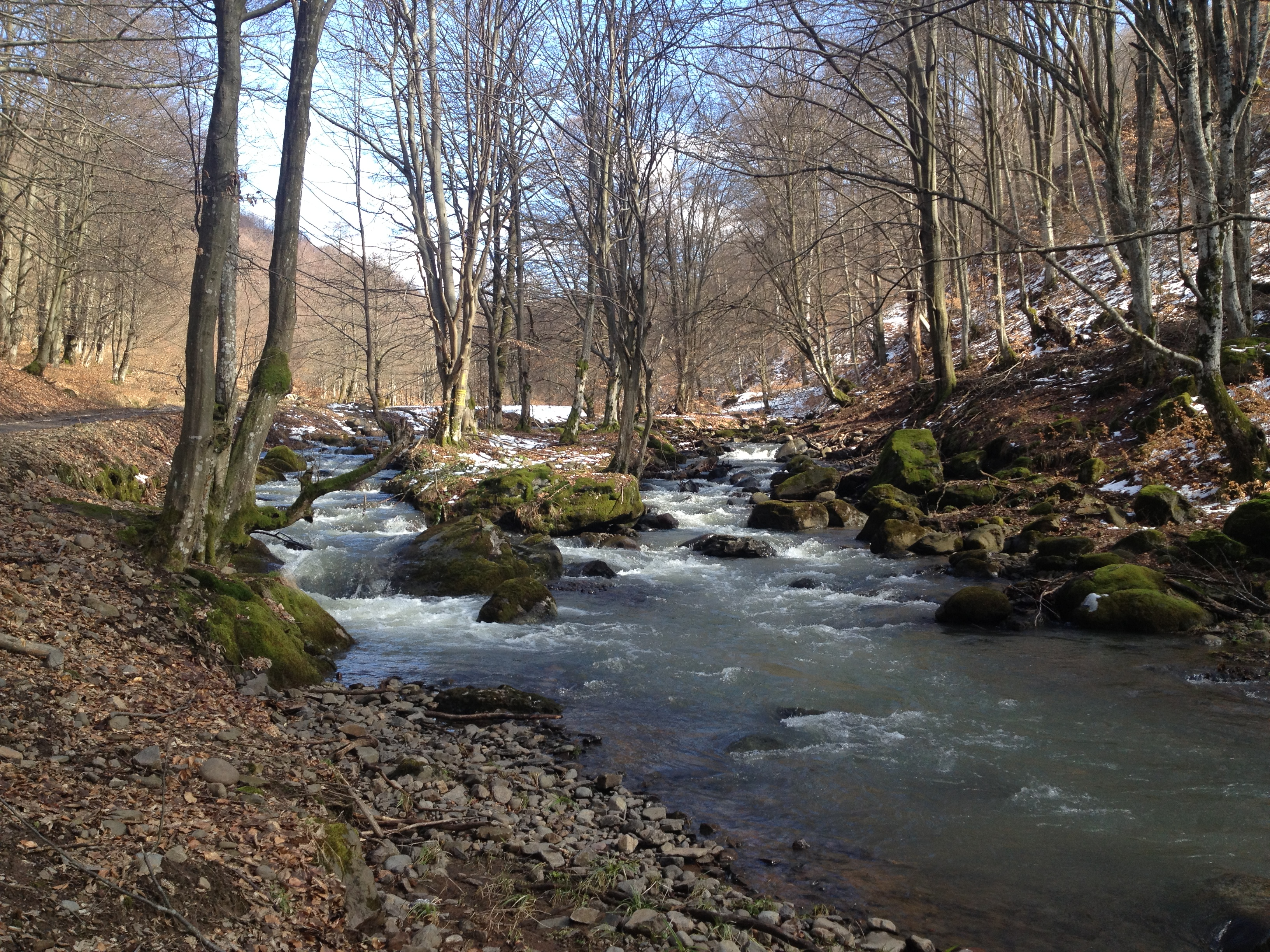